# Parastrangalis puliensis
Parastrangalis puliensis là một loài bọ cánh cứng trong họ Cerambycidae.